# Eleccions generals espanyoles de 1977
Les eleccions generals espanyoles de 1977 se celebraren el dimecres, 15 de juny de 1977. Eren les primeres eleccions generals lliures després de la dictadura franquista. Quaranta-un anys després de les últimes eleccions generals a Espanya del 1936 hom tornava a decidir el seu destí a les urnes. El partit més votat fou la UCD i Adolfo Suárez serà nomenat president del govern. El PSOE es confirmà com a segona força més votada.
- Els resultats foren:

| ← Eleccions generals espanyoles, 1977 →                           |           |       |        |
| Partit                                                            | Vots      | %     | Escons |
| Unió de Centre Democràtic (UCD)                                   | 6.310.391 | 34,44 | 166    |
| Partit Socialista Obrer Espanyol                                  | 5.371.866 | 29,32 | 118    |
| Partit Comunista d'Espanya                                        | 1.709.890 | 9,33  | 19     |
| Alianza Popular (AP)                                              | 1.504.771 | 8,21  | 16     |
| Pacte Democràtic per Catalunya (PDPC)                             | 514.647   | 2,81  | 11     |
| Partit Nacionalista Basc (PNV)                                    | 296.193   | 1,62  | 8      |
| Partido Socialista Popular-Unitat Socialista (PSP-US)             | 816.582   | 4,46  | 6      |
| Unió del Centre i la Democràcia Cristiana de Catalunya (UDC-DCC)  | 172.791   | 0,94  | 2      |
| Esquerra de Catalunya (EC)                                        | 143.954   | 0,79  | 1      |
| Euskadiko Ezkerra (EE)                                            | 61.417    | 0,34  | 1      |
| Candidatura Aragonesa Independent de Centre (CAIC)                | 37.183    | 0,20  | 1      |
| Candidatura Independent de Centre (CIC)                           | 29.834    | 0,16  | 1      |
| Equip de la Democràcia Cristiana (FDC-EDC)                        | 215.841   | 1,18  |        |
| Frente Democrático de Izquierdas (FDI)                            | 122.608   | 0,67  |        |
| Aliança Socialista Democrática (ASD)                              | 101.916   | 0,56  |        |
| Agrupación Electoral de Trabajadores (AET)                        | 77.575    | 0,42  |        |
| Alianza Nacional del 18 de julio                                  | 67.336    | 0,37  |        |
| Reforma Social Española (RSE)                                     | 64.241    | 0,35  |        |
| Falange Española de la JONS Auténtica                             | 46.548    | 0,25  |        |
| Frente para la Unidad de los Trabajadores (FUT)                   | 41.208    | 0,22  |        |
| Euskal Sozialista Biltzarrea (ESB)                                | 36.002    | 0,20  |        |
| Partit Socialista del País Valencià (PSPV)                        | 31.138    | 0,17  |        |
| Partit Socialista Gallec (PSG)                                    | 27.197    | 0,15  |        |
| Democràcia Cristiana Basca (DCV)                                  | 26.100    | 0,14  |        |
| Falange Española de las JONS                                      | 25.017    | 0,14  |        |
| Unión Navarra de Izquierdas (UNAI)                                | 24.489    | 0,13  |        |
| Bloc Nacional-Popular Gallec (BNPG)                               | 22.771    | 0,12  |        |
| Alianza Foral Navarra (AFN)                                       | 21.900    | 0,12  |        |
| Unión Regionalista Andaluza                                       | 21.350    | 0,12  |        |
| PSOE-històric                                                     | 21.242    | 0,12  |        |
| Lliga de Catalunya-Partit Liberal Català (LC-PLC)                 | 20.109    | 0,11  |        |
| Asociación Nacional para el Estudio de Problemas Actuales (ANEPA) | 18.113    | 0,1   |        |
| Unió Autonomista Navarresa                                        | 18.079    | 0,1   |        |
| Pueblo Canario Unido                                              | 17.717    | 0,1   |        |
| Demócratas Independientes Vascos (DIV)                            | 15.505    | 0,1   |        |
| Candidatura d'Unitat Popular pel Socialisme (CUPS)                | 12.040    | 0,07  |        |
| Unió Autonomista de Balears                                       | 11.940    | 0,07  |        |
| Centro Izquierda de Albacete                                      | 11.879    | 0,06  |        |
| Unitat Regionalista Asturiana (URAS)                              | 10.821    | 0,06  |        |
| Front Navarrès Independent (FNI)                                  | 10.606    | 0,06  |        |
| Partit Popular Canari (PPC)                                       | 9.650     | 0,05  |        |
| Partit Democràtic Social Cristià de Catalunya (PDSCC)             | 9.157     | 0,05  |        |
| Movimiento Socialista (MS)                                        | 8.741     | 0,06  |        |
| Acció Nacionalista Basca (ANB)                                    | 6.435     | 0,04  |        |
| Fuerza Nueva (FN)                                                 | 5.541     | 0,04  |        |
| Partit Socialista Canari (PSCAN)                                  | 5.110     | 0,03  |        |
| Partit Proverista (PPr)                                           | 4.590     | 0,03  |        |
| Unió Democràtica de les Illes Balears (UDIB)                      | 2.946     | 0,02  |        |

## Dades

Partits majoritaris per províncies en las eleccions generals de 1977:
Unió de Centre Democràtic
Partit Socialista Obrer Espanyol
Pacte Democràtic per Catalunya
Partit Nacionalista Basc

- Cens electoral: 23.583.762
- Votants: 78,83%
- Abstenció: 21,17%
- Vots vàlids: 98,57%
- Vots nuls: 1,43%
- Vots a candidaturts: 99,75%
- Vots Blancs: 0,25%

## Diputats electes al Congrés

### Andalusia
UCD 27 - PSOE 27 - PCE 5 - PSA 1

#### Almeria
UCD 3 - PSOE 2
- José Bernal Pérez (UCD)
- Virtudes Castro García (PSOE)
- Juan Antonio Gómez Angulo (UCD)
- Francisco Soler Valero (UCD)
- Bartolomé Zamora Zamora (PSOE)

#### Cadis
PSOE 4 - UCD 2 - PCE 1 - PSA 1
- Rafael Alberti y Merello (PCE) - Cessà el setembre de 1977
- Esteban Caamaño Bernal (PSA-US)
- Manuel Chaves González (PSOE)
- Pedro Jiménez Galán (PSOE)
- José Manuel Paredes Grosso (UCD)
- Fernando Jorge Portillo Scharfhausen (UCD)
- Jerónimo Sánchez Blanco (PSOE)
- Ramón Arturo Vargas-Machuca Ortega (PSOE)
  - Substituts
    - Francisco Cabral Oliveros (PCE) – Des de setembre de 1977

#### Còrdova
PSOE 3 - UCD 3 - PCE 1
- Carmelo Casaño Salido (UCD)
- Antonio José Delgado de Jesús (UCD)
- Emilio Fernández Cruz (PSOE)
- Guillermo Galeote Jiménez (PSOE)
- Ignacio Gallego Bezares (PCE)
- José Javier Rodríguez Alcaide (UCD)
- Rafael Vallejo Rodríguez (PSOE)

#### Granada
UCD 4 - PSOE 3
- Manuel Fernández-Montesinos García (PSOE)
- Joaquín García-Romanillos Valverde (UCD)
- María Izquierdo Rojo (PSOE)
- Daniel Maldonado López (PSOE)
- Federico Mayor Zaragoza (UCD) - Cessà el juny de 1978
- Mercedes Moll de Miguel (UCD)
- Arturo Moya Moreno (UCD)
  - Substituts
    - Julio de Castro Hitos (UCD) – Des de juny de 1978

#### Huelva
UCD 3 - PSOE 2
- Fernando Juan González Vila (PSOE)
- Agistín Jiménez Puente (UCD)
- Carlos Navarrete Merino (PSOE)
- Félix Manuel Pérez Miyares (UCD)
- José FRancisco Rodríguez Núñez (UCD)

#### Jaén
UCD 4 - PSOE 4
- Juan Díaz Torres (PSOE)
- Alfonso Fernández Torres (PSOE)
- Julián Jiménez Serrano (PSOE)
- Emilio Muñoz Ibáñez (UCD)
- José Manuel Pedregosa Garrido (PSOE)
- José Ramos Manzano (UCD)
- José Antonio de Simón Calvo (UCD)
- Higinio Vílchez Carrasco (UCD)

#### Màlaga
PSOE 4 - UCD 3 - PCE 1
- Rafael Ballesteros Durán (PSOE)
- Ramón Germinal Bernal Soto (PSOE)
- Tomás García García (PCE)
- José García Pérez (UCD)
- Ignacio Javier Huelín Vallejo (UCD)
- Francisco Román Díaz (PSOE)
- Carlos Sanjuán de la Rocha (PSOE)
- Francisco de la Torre Prados (UCD)

#### Sevilla
PSOE 5 - UCD 5 - PCE 2
- Egenio Alés Pérez (UCD)
- Soledad Becerril Bustamante (UCD)
- Manuel Benítez Rufo (PCE)
- Manuel Francisco Clavero Arévalo (UCD)
- Rafael Escuredo Rodríguez (PSOE)
- Jaime Julián García Añoveros (UCD)
- Alfonso Guerra González (PSOE)
- Alfonso Lazo Díaz (PSOE)
- Enrique Martínez Lagares (PSOE)
- Ana María Ruiz-Tagle Morales (PSOE)
- Fernando Soto Martín (PCE)
- José Manuel Tassara Llosent (UCD)

### Aragó
UCD 7 - PSOE 5 - PSP 1 - CAIC 1

#### Osca
UCD 2 - PSOE 1
- León Buil Giral (UCD)
- Jaime Gaspar Auria (PSOE)
- Joaquín Ignacio Tejera Miró (UCD)

#### Terol
UCD 2 - PSOE 1
- José Ángel Biel Rivera (UCD)
- José Ramón Lasuén Sancho (UCD)
- Carlos Zayas Mariategui (PSOE)

#### Saragossa
UCD 3 - PSOE 3 - PSA 1 - CAIC 1
- Mariano Alierta Izuel (UCD)
- Juan Antonio Bolea Foradada (UCD)
- Ángel Cristóbal Montes (PSOE)
- Emilio Gastón Sanz (PSA)
- Hipólito Gómez de las Roces (CAIC)
- Antonio Piazuelo Plou (PSOE)
- Benito Rodrigo González (PSOE)
- Luis del Val Velilla (UCD)

### Astúries
UCD 4 - PSOE 4 - PCE 1 - AP 1
- Emilio Barbón Martínez (PSOE)
- Honorio Díaz Díaz (PSOE)
- Emilio García Pumarino Ramos (UCD)
- Luis Gómez Llorente (PSOE)
- Dolores Ibárruri Gómez, Pasionaria (PCE)
- Ricardo León Herrero (UCD)
- Manuel Palacio Alvarez (PSOE)
- Alfredo Prieto Valiente (UCD)
- Juan Luis de la Vallina Velarde (AP)
- Luis Vega y Escandón (UCD)

### Balears
UCD 4 - PSOE 2
- Emilio Alonso Sarmiento (PSOE)
- Raimundo Clar Garau (UCD)
- Miguel Durán Pastor (UCD)
- Francesc Garí Mir (UCD)
- Félix Pons Irazazábal (PSOE)
- Santiago Rodríguez-Miranda Gómez (UCD)

### Canàries
UCD 10 - PSOE 3

#### Las Palmas
UCD 5 - PSOE 1
- Fernando Bergasa Perdomo (UCD)
- José Miguel Bravo de Laguna Bermúdez (UCD)
- Nicolás Díaz-Saavedra Morales (UCD)
- César Llorens Bargés (UCD)
- Rafael Martín Hernández (UCD)
- Jerónimo Saavedra Acevedo (PSOE)

#### Santa Cruz de Tenerife
UCD 5 - PSOE 2
- Manuel Acevedo Bisshopp (UCD)
- Luis Fajardo Spínola (PSOE)
- José Miguel Galván Bello (UCD)
- Rubens Darío Henríquez Hernández (UCD)
- Néstor Padrón Delgado (PSOE)
- Alfonso Soriano Benítez de Lugo (UCD)
- Esther Beatriz Tellado Alfonso (UCD)

### Cantàbria
UCD 3 - PSOE 1 - AP 1
- José Miguel Alava Aguirre (UCD)
- Jaime Blanco García (PSOE)
- Justo de las Cuevas González (UCD)
- Francisco Lainz Gallo (UCD)
- Modesto Piñeiro Ceballos (AP)

### Castella - la Manxa
UCD 12 - PSOE 8 - AP 1

#### Albacete
UCD 2 - PSOE 2
- Juan Francisco Delgado Ruiz (PSOE)
- José Luis Moreno García (UCD)
- Antonio Peinado Moreno (PSOE)
- Francisco Ruiz Risueño (UCD)

#### Ciudad Real
UCD 3 - PSOE 2
- Blas Camacho Zancada (UCD)
- Antonio López-Casero García (UCD)
- Manuel Marín González (PSOE)
- Miguel Ángel Martínez Martínez (PSOE)
- Pedro Muñoz Arias (UCD)

#### Conca
UCD 3 - PSOE 1
- Ángel Martínez Soriano (UCD)
- Gervasio Martínez-Villaseñor García (UCD)
- Manuel Sevilla Corella (UCD)
- Virgilio Zapatero Gómez (PSOE)

#### Guadalajara
UCD 2 - PSOE 1
- Leandro Cros Palencia (UCD)
- Luis de Grandes Pascual (UCD)
- Carlos de Luxán Meléndez (PSOE

#### Toledo
UCD 2 - PSOE 2 - AP 1
- Rafael Arias-Salgado Montalvo (UCD)
- Manuel Lucio Díaz-Marta y Pinilla (PSOE)
- Licinio de la Fuente de la Fuente (AP)
- Gonzalo Payo Subiza (UCD)
- Jerónimo Ros Campillo (PSOE)

### Castella i Lleó
UCD 25 - PSOE 8 - AP 2

#### Àvila
UCD 3
- Fernando Alcón Sáez (UCD)
- Daniel de Fernando Alonso (UCD)
- José María Martín Oviedo (UCD)

#### Burgos
UCD 3 - PSOE 1
- Manuel Fernández Manrique (UCD)
- José Antonio González García (UCD)
- Esteban Granado Bombín (PSOE)
- Juan Manuel Reol Tejada (UCD)

#### Lleó
UCD 4 - PSOE 1 - AP 1
- Manuel Ángel Fernández Arias (UCD)
- Baldomero Lozano Pérez (PSOE)
- Emilio Martín Villa (UCD)
- Manuel Núñez Pérez (UCD)
- Baudilio Tomé Robla (UCD)
- Antonio del Valle Menéndez (AP)

#### Palència
UCD 2 - PSOE 1
- Fernando Alvarez de Miranda y Torres (UCD)
- Vicente Gutiérrez Pascual (PSOE)
- Jesús Hervella García (UCD)

#### Salamanca
UCD 3 - PSOE 1
- Jesús Esperabé de Arteaga González (UCD)
- Alberto Estella Goytre (UCD)
- José Luis González Marcos (PSOE)
- Salvador Sánchez Terán Hernández (UCD)

#### Segòvia
UCD 2 - PSOE 1
- Modesto Fraile Poujade (UCD)
- Carlos Alfonso Gila González (UCD)
- Luis Solana Madariaga (PSOE)

#### Sòria
UCD 3
- José Luis Calvo Morales (UCD)
- Gabriel Cisneros Laborda (UCD)
- Juan Ignacio Sáenz-Díez Gándara (UCD)

#### Valladolid
UCD 3 - PSOE 2
- Juan Luis Colino Salamanca (PSOE)
- Eduardo Moreno Díez (UCD)
- Gregorio Peces-Barba Martínez (PSOE)
- María Teresa Revilla López (UCD)
- Adolfo Sánchez García (UCD)

#### Zamora
UCD 2 - PSOE 1 - AP 1
- Modesto Alonso Pelayo (UCD)
- Demetrio Madrid López (PSOE)
- José Antonio Otero Madrigal (UCD)
- Federico Silva Muñoz (AP)

### Catalunya
Socialistes de Catalunya 15 - PDC 11 - UCD 9 - PSUC 8 - UCDCC 2 - EC 1 - AP 1

#### Barcelona
Socialistes de Catalunya 11 - PSUC 7 - PDC 6 - UCD 5 - UCDCC 2 - EC 1 - AP 1
- Macià Alavedra i Moner (Pacte Democràtic per Catalunya)
- Josep Andreu i Abelló (Socialistes de Catalunya)
- Heribert Barrera i Costa (Esquerra de Catalunya)
- Juli Busquets Bragulat (Socialistes de Catalunya)
- Dolors Calvet i Puig (PSUC)
- Anton Cañellas i Balcells (UDCDCC)
- Vicente Capdevila Cardona (UCD)
- Carlos Cigarrán Rodil (Socialistes de Catalunya)
- Josep Espinet Chancho (UCD) - Cessà l'octubre de 1977
- Luis Fuertes Fuertes (Socialistes de Catalunya)
- Cipriano García Sánchez (PSUC)
- Carles Güell de Sentmenat (UDCDCC)
- Rodolf Guerra i Fontana (Socialistes de Catalunya)
- Antoni Gutiérrez Díaz (PSUC) - Cessà l'octubre de 1977
- Manuel Jiménez de Parga Cabrera (UCD)
- Gregorio López Raimundo (PSUC)
- Laureano López Rodó (AP)
- Eduardo Martín Toval (Socialistes de Catalunya)
- Marta Ángela Mata i Garriga (Socialistes de Catalunya)
- Josep María Obiols i Germá (Socialistes de Catalunya)
- Angel Manuel Perera Calle (Pacte Democràtic per Catalunya)
- Jordi Pujol i Soley (Pacte Democràtic per Catalunya)
- Juan de Dios Ramírez Heredia (UCD)
- Juan Ramos Camarero (PSUC)
- Francesc Ramos i Molins (Socialistes de Catalunya)
- Joan Reventós i Carner (Socialistes de Catalunya)
- Josep Maria Riera i Mercader (PSUC)
- Miquel Roca i Junyent (Pacte Democràtic per Catalunya)
- Carles Sentís i Anfruns (UCD)
- Jordi Solé i Tura (PSUC)
- Ramón Trías i Fargas (Pacte Democràtic per Catalunya)
- Josep María Triginer Fernández (Socialistes de Catalunya)
- Josep Verde i Aldea (Pacte Democràtic per Catalunya)

- - Substituts
    - Marcel·lí Moreta i Amat (UCD) – Des d'octubre de 1977
    - Miquel Núñez González (PSUC) – Des de desembre de 1978

#### Girona
Socialistes de Catalunya 2 - PDC 2 - UCD 1
- Joan Gich Bech de Careda (UCD)
- Rosina Lajo Pérez (Socialistes de Catalunya) - Cessà el juliol de 1978
- Ernest Lluch i Martín (Socialistes de Catalunya)
- Joan Paredes Hernández (PDC)
- Ramon Sala i Canadell (PDC)
  - Substituts
    - Lluís Sacrest Villegas (Socialistes de Catalunya) – Des de juliol de 1978

#### Lleida
PDC 2 - UCD 1 - Socialistes de Catalunya 1
- Joaquim Arana i Pelegrí (PDC)
- Felip Lorda Alaiz (Socialistes de Catalunya)
- Josep Pau i Pernau (PDC)
- Manuel de Sárraga Gómez (UCD)

#### Tarragona
UCD 2 - Socialistes de Catalunya 1 - PDC 1 - PSUC 1
- Antonio Faura Sanmartín (UCD)
- Joan Sabater i Escudé (UCD)
- Josep Sendra i Navarro (PDC)
- Josep Solé i Barberà (PSUC)
- Josep Vidal Riembau (Socialistes de Catalunya)

### País Valencià

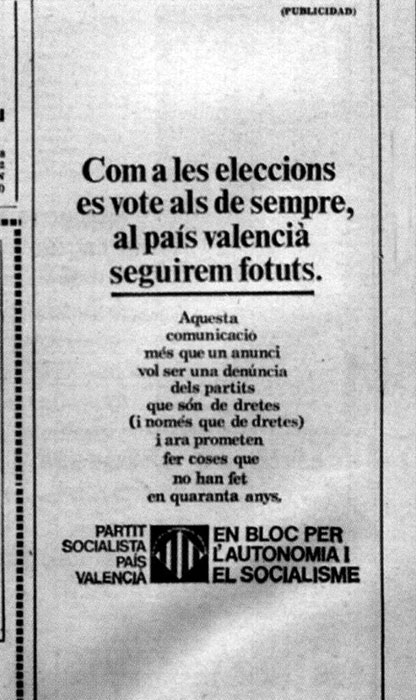
Publicitat de l'extraparlamentari Partit Socialista del País Valencià.

PSOE 13 - UCD 12 - PCE 2 - AP 1 - PSP 1

#### Alacant
PSOE 4 - UCD 4 - PCE 1
- José Luis Barceló Rodríguez (UCD)
- Pilar Brabo Castells (PCE)
- Asunción Cruañes Molina (PSOE)
- Joaquín Fuster Pérez (PSOE)
- Joaquín Galant Ruiz (UCD)
- Luis Gámir Casares (UCD)
- Antoni Garcia Miralles (PSOE)
- Inmaculada Sabater Llorens (PSOE) - Cessà l'octubre de 1978
- Francisco Zaragoza Gomis (UCD) - Cessà el gener de 1978
  - Substituts
    - Luis Jiménez Morell (PSOE)	- Des d'octubre de 1978
    - Juan Antonio Rodríguez Marín (UCD)	- Des de gener de 1978

#### Castelló
UCD 2 - PSOE 2 - CIC 1
- Enrique Beltrán Sanz (UCD)
- Enrique Monsonís Domingo (UCD)
- José Miguel Ortí Bordás (CIC)
- Palmira Pla Pechovierto (PSOE)
- Vicente Antonio Sotillo Martí (PSOE)

#### València
PSOE 7 - UCD 5 - PCE 1 - AP 1 - PSP 1
- Francisco Javier Máximo Aguirre de la Hoz (UCD)
- Josep Lluís Albiñana i Olmos (PSOE)
- Emilio Attard Alonso (UCD)
- Antonio Bisbal Iborra (PSOE)
- Emèrit Bono i Martínez (PCE)
- Francesc de Paula Burguera i Escrivà (UCD)
- Jaume Castells Ferrer (PSOE)
- Alberto Jarabo Payá (AP)
- Joaquín Muñoz Peirats (UCD)
- Joan Baptista Pastor Marco (PSOE)
- José Ramón Pin Arboledas (UCD)
- Joaquín Ruiz Mendoza (PSOE)
- Manuel Sánchez Ayuso (PSOE)

### Ceuta
UCD 1
- Antonio Domínguez García (UCD)

### Extremadura
UCD 8 - PSOE 4

#### Badajoz
UCD 4 - PSOE 3
- Manuel Jesús García Garrido (UCD)
- Antonio Masa Godoy (UCD)
- Dolores Blanca Morenas Aydillo (UCD)
- Juan Carlos Rodríguez Ibarra (PSOE)
- Enrique Sánchez de León Pérez (UCD)
- Salvador Soriano Pérez (PSOE)
- Luis Yáñez-Barnuevo García (PSOE)

#### Càceres
UCD 4 - PSOE 1
- Manuel Bermejo Hernández (UCD)
- Pablo Castellano Cardalliaguet (PSOE)
- Santiago Parras Iglesias (UCD)
- Felipe Romero Morcillo (UCD)
- Juan Rovira Tarazona (UCD)

### Euskadi
PNV 9 - PSOE 7 - UCD 4 - EE 1 - AP 1 

#### Àlaba
UCD 2 - PSOE 1 - PNV 1
- José Antonio Aguiriano Forniés (PSOE)
- José Ángel Cuerda Montoya (PNV)
- Pedro Morales Moya (UCD)
- Jesús María Viana Santa Cruz (UCD)

#### Guipúscoa
PNV 3 - PSOE 3 - EE 1
- Xabier Arzalluz Antía (PNV)
- Gerardo Bujanda Sarasola (PNV)
- Carlos Corcuera Orbegozo (PSOE)
- Francisco Letamendía Belzunce (EE) - Cessà el novembre de 1978
- José Antonio Maturana Plaza (PSOE)
- Andoni Monforte Arregui (PNV)
- Enrique Múgica Herzog (PSOE)
  - Substituts
    - Francisco Javier Iturrioz Herrero (EE) – Des de novembre de 1978

#### Biscaia
PNV 5 - PSOE 3 - UCD 2 - AP 1
- Iñigo Aguirre Kerexeta (PNV)
- Juan de Ajuriaguerra Ochandiano (PNV)
- José María Benegas Haddad (PSOE)
- Ricardo Echanove Tuero (UCD)
- Juan Echevarría Gangoiti (UCD)
- Josu Elorriaga Zarandona (PNV)
- Eduardo López Albizu (PSOE)
- Pedro de Mendizábal y Uriarte (AP)
- Nicolás Redondo Urbieta (PSOE)
- Pedro María Sodupe Corcuera (PNV)
- Marcos Vizcaya Retana (PNV)

### Galícia
UCD 20 - AP 4 - PSOE 3

#### La Corunya
UCD 6 - PSOE 2 - AP 1
- José Manuel Couceiro Taboada (UCD)
- Andrés Eguíbar Rivas (PSOE)
- María Victoria Fernández-España y Fernández-Latorre (AP)
- José Luis Meilán Gil (UCD)
- José Manuel Piñeiro Amigo (UCD)
- Antonio Vázquez Guillén (UCD)
- Francisco José Vázquez Vázquez (PSOE)
- Nona Inés Vilariño Salgado (UCD)
- Perfecto Yebra Martul-Ortega (UCD)

#### Lugo
UCD 4 - AP 1
- Antonio Carro Martínez (AP)
- Antonio Díaz Fuentes (UCD)
- Luis González Vázquez (UCD)
- José María Pardo Montero (UCD)
- Antonio Rosón Pérez (UCD)

#### Ourense
UCD 4 - AP 1
- Pío Cabanillas Gallas (UCD)
- Eulogio Gómez Franqueira (UCD)
- Estanislao Reverter Sequeiros (UCD)
- Miguel Riestra Paris (AP)
- José Antonio Trillo Torres (UCD)

#### Pontevedra
UCD 6 - PSOE 1 - AP 1
- Francisco Bustelo García del Real (PSOE)
- Gonzalo Fernández de la Mora y Mon (AP)
- José Antonio Gago Lorenzo (UCD)
- Elena María Moreno González (UCD)
- Víctor Moro Rodríguez (UCD)
- José Rivas Fontán (UCD)
- Jesús Sancho Rof (UCD)
- Carlos Sueiro Pico (UCD)

### La Rioja
UCD 2 - PSOE 1 - AP 1
- Luis Apostúa Palos (UCD)
- José María Gil-Albert Velarde (UCD)
- Álvaro de Lapuerta Quintero (AP)
- Javier Sáenz de Cosculluela (PSOE)

### Madrid
UCD 11 - PSOE 11 - PCE 4 - AP 3 - PSP 3
- Enrique Barón Crespo (PSOE)
- Juan Antonio Barranco Gallardo (PSOE)
- Fernando Benzo Mestre (UCD)
- Carlota Bustelo García del Real (PSOE)
- Leopoldo Calvo-Sotelo Bustelo (UCD)
- Marcelino Camacho Abad (PCE)
- Ignacio Camuñas Solís (UCD)
- Santiago Carrillo Solares (PCE)
- Íñigo Cavero Lataillade (UCD)
- Juan Manuel Fanjul Sedeño (UCD) - Cessà el gener de 1978
- Francisco Fernández Ordóñez (UCD)
- Manuel Fraga Iribarne (AP)
- Donato Fuejo Lago (PSP)
- Carmen García Bloise (PSOE)
- Cipriano García Rollán (PSOE)
- Joaquín Garrigues Walker (UCD)
- Sócrates Gómez Pérez (PSOE)
- Felipe González Márquez (PSOE)
- Miguel Herrero y Rodríguez de Miñón (UCD)
- Gregorio López-Bravo de Castro (AP)
- José Martínez Emperador (AP)
- Raúl Morodo Leoncio (PSP)
- José Pedro Pérez-Llorca Rodrigo (UCD)
- Alonso Puerta Gutiérrez (PSOE)
- León Máximo Rodríguez Valverde (PSOE)
- José Luis Ruiz-Navarro Gimeno (UCD)
- Simón Sánchez Montero (PCE)
- Javier Solana Madariaga (PSOE)
- Adolfo Suárez González (UCD)
- Ramón Tamames Gómez (PCE)
- Enrique Tierno Galván (PSP)
- Manuel Turrión de Eusebio (PSOE)
  - Substituts
- Oscar Alzaga Villaamil (UCD) – Des de gener de 1978

### Melilla
UCD 1
- José Manuel García-Margallo y Marfil (UCD)

### Múrcia
UCD 4 - PSOE 4
- Mario Arnaldos Carreño (UCD)
- José Antonio Bordes Vila (PSOE)
- Joaquín Esteban Mompeán (UCD)
- Francisco López Baeza (PSOE)
- Jesús Roque Martínez-Pujalte López (UCD)
- Antonio Pérez Crespo (UCD)
- Ciriaco de Vicente Martín (PSOE)
- Francisco Vivas Palazón (PSOE)

### Navarra
UCD 4 - PSOE 3
- Jesús Aizpún Tuero (UCD)
- Jesús Ignacio Astrain Lasa (UCD)
- Julio García Pérez (PSOE)
- Pedro Pegenaute Garde (UCD)
- Gabriel Urralburu Tainta (PSOE)

## Senadors

### Andalusia

#### Sevilla
- Plácido Fernández Viagas (PSOE)

### Aragó

#### Osca
- Fernando Baeza Martos (PSOE)
- Alberto Ballarín Marcial (UCD)
- César Augusto Escribano de Gordo (UCD)
- José Antonio Escudero López (UCD)

#### Terol
- Antonio Carasol Dieste (PSOE)
- José Luis Figuerola Cerdán (UCD)
- Alberto Fuertes Valenzuela (UCD)
- Manuel Magallón Celma (UCD)

#### Saragossa
- Mateo Antonio García Mateo (CAUD)
- Lorenzo Martín-Retortillo Baquer (CAUD)
- Ramón Sainz de Varanda Jiménez (CAUD)
- Isaías Zarazaga Burillo (CAIC)

### Astúries
- José María Alonso-Vega Suárez (UCD)
- Wenceslao Roces Suárez (PCE)
- Atanasio Corte Zapico (Izquierda Democrática)
- Rafael Fernández Álvarez (PSOE)
  - substitut
- Fernando Morán López (PSOE)

### Canàries

#### Tenerife
- Alberto de Armas García (PSOE)
- José Manuel Barrios Dorta (UCD)
- Mª Dolores Pelayo Duque (UCD)

#### Gran Canària
- Diego Cambreleng García (UCD)
- Fernando Giménez Navarro (UCD)
- Gregorio Toledo Rodríguez (UCD)

#### La Palma
- Acenk Alejandro Galván González (UCD)

#### La Gomera
- Federico Padrón Padrón (UCD)

#### Lanzarote
- Rafael Stinga González (UCD)

#### Fuerteventura
- Miguel Cabrera Cabrera (Asamblea Majorera)

### Catalunya

#### Per elecció

##### Barcelona
- Josep Benet i Morell (Entesa dels Catalans)
- Francesc Candel Tortajada (Entesa dels Catalans)
- Alexandre Cirici i Pellicer (Entesa dels Catalans)
- Lluís Maria Xirinacs (independent)

###### Girona
- Francesc Ferrer i Gironès (Entesa dels Catalans)
- Pere Portabella i Ràfols (Entesa dels Catalans)
- Jaume Sobrequés i Callicó (Entesa dels Catalans)
- Salvador Sunyer i Aymerich (Entesa dels Catalans)

##### Lleida
- Maria Rubiés i Garrofé (Entesa dels Catalans)
- Felip Solé i Sabarís (Entesa dels Catalans)
- Rossend Audet Puncernau (Entesa dels Catalans)
- Josep Ball i Armengol (Entesa dels Catalans)

##### Tarragona
- Josep Subirats i Piñana (Entesa dels Catalans)
- Josep Antoni Baixeras i Sastre (Entesa dels Catalans)
- Carles Martí Massagué (Entesa dels Catalans)
- Emilio Casals Parral (UCD)

#### Per designació reial
Martí de Riquer i Morera, Josep María Socias Humbert, Andreu Ribera i Rovira i Maurici Serrahima i Bofill.

### País Valencià

#### Alacant
- Julián Andúgar Ruíz (PSOE)
  - substituït per Alberto Javier Pérez Farré
- Josevicente Mateo i Navarro (PSOE)
- José Vicente Beviá Pastor (PSP)
- Roque Calpena Giménez (UCD)

#### Castelló
- Joaquín Farnós Gauchía (UCD)
- Fernando Flors Goterris (PSOE)
- Ernest Fenollosa Alcaide (PSOE)
- Enrique Marco Soler (PSOE)

#### València
- Justo Martínez Amutio (PSOE)
- Salvador Moragues Berto (PSOE)
- José María Ruiz Ramírez (PSOE)
- José Antonio Noguera de Roig (UCD)

### Illes Balears

#### Mallorca
- Jeroni Albertí Picornell (UCD)
- Ramiro Pérez-Maura Herrera (UCD)
- Manuel Mora Esteva (PSOE)

#### Menorca
- Guillermo de Olives Pons (UCD)

#### Eivissa-Formentera
- Abel Matutes Juan (Reforma Democrática)

### Euskadi

#### Àlaba
- Luis Alberto Aguiriano Forniés (Front Autonòmic)
- Ramón Bajo Fanlo (Front Autonòmic)
- Alfredo Marco Tabar (UCD)
- Ignacio Oregui Goenaga (Front Autonòmic)

#### Biscaia
- Martín Fernández Palacio (UCD)
- Ramón Rubial Cavia (Front Autonòmic)
- Mitxel Unzueta Uzcanga (Front Autonòmic)
- Juan María Vidarte de Ugarte (Front Autonòmic)

#### Gipúscoa
- Juan María Bandrés Molet (Euskadiko Ezkerra)
- Enrique Iparraguirre García (Front Autonòmic)
- Gregorio Monreal Zia (Front Autonòmic)
- Federico Zabala Alcíbar-Jáuregui (Front Autonòmic)

### Extremadura

#### Badajoz
- Luis Ramallo García (UCD)

### Galícia

#### La Corunya
- José Baldomero Fernández Calviño (UCD)
- Juan Antonio Graíño Amarelle (UCD)
- Manuel Iglesias Corral (Candidatura Democràtica Gallega)
- José María David Suárez Núñez (UCD)

#### Lugo
- Francisco Cacharro Pardo (AP)
- Gerardo Hardinguey Banet (UCD)
- Cándido Sánchez Castiñeiras (UCD)
- Julio Ulloa Vence (UCD)

#### Ourense
- Luis González Seara (UCD)
- Celso Montero Rodríguez (PSdeG-PSOE)
- Xosé Quiroga Suárez (UCD)
- José Rodríguez Reza (UCD)

#### Pontevedra
- Manuel Fontoira Suris (UCD)
- José García García (UCD)
- Valentín Paz Andrade (Candidatura Democràtica Gallega)
- David Pérez Puga (UCD)

### Navarra
- Jaime Ignacio del Burgo Tajadura (UCD)
- José Luis Monge Recalde (UCD)
- José Gabriel Sarasa Miquélez (UCD)
- Manuel de Irujo Ollo (Front Autonòmic)